# Tribrometo de antimônio
Tribrometo de antimônio é o composto de fórmula química SbBr3.